# Polymixia yuri
El barbudo yuri (Polymixia yuri) es una especie de pez marino de la familia polimíxidos.

## Anatomía
La longitud máxima descrita es de 18,8 cm.

## Distribución y hábitat
Es una especie batipelágica y demersal, que habita las aguas profundas en un rango entre 180 y 250 metros de profundidad. Se distribuye por un área restringida del sureste del océano Pacífico, en la zona de conjunción de la dorsal de Nazca con la cadena de Sala y Gómez.